# Svatá Agáta

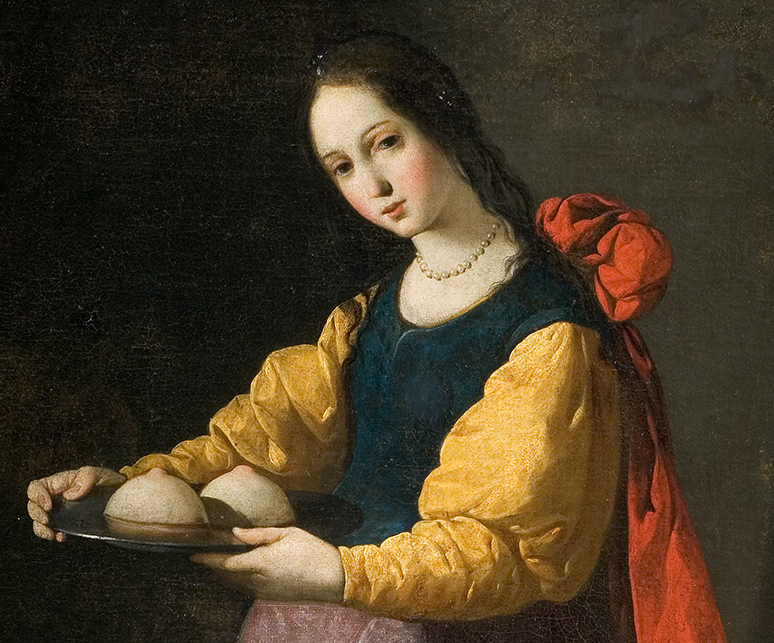
Francisco de Zurbarán: Svatá Agáta

Svatá Agáta (asi 225–251), česky dříve častěji zvaná Háta, byla sicilská panna a křesťanská mučednice. Patří mezi prvomučednice, je jednou ze sedmi žen (vyjma Panny Marie), které jsou jmenovány v římském kánonu při mši svaté. Je hlavní patronkou města Katánie, ochránkyní před zemětřesením a erupcemi sopky Etny. Od 20. století se uctívá také jako patronka chránící před nemocemi (nádory) prsu.

## Život
Narodila se na Sicílii, buď v Katánii nebo v Palermu, některé zdroje uvádějí období vlády římského císaře Decia kolem roku 225. Umučena byla přibližně v roce 251 v Katánii.
Podle legendy, zapsané v Římském martyrologiu a ve Zlaté legendě, pocházela z bohaté křesťanské rodiny a vynikala přednostmi duševními i krásou tělesnou. O krásnou a zámožnou dívku se ucházelo mnoho nápadníků, ona však odmítala pozemskou lásku, poněvadž své srdce zadala Spasiteli, jemuž chtěla sloužit ze všech svých sil.
V tu dobu přišel do Katánie náměstek císaře Decia pohan Quintian (psáno též Kvintian), aby dle rozkazu císaře stíhal křesťany. Uslyšel o bohatství křesťanky Agáty a rozhodl se, že se s ní ožení, aby se obohatil. Vybídl ji nejprve, aby od Krista odpadla a dle rozkazu císařského obětovala modlám. Když odmítla, nechtěl hned sahat k násilí a rozkázal, aby cudná Agáta byla držena v nevěstinci, který vlastnila Afrodisia. Tuto nestydatou ženu požádal, aby vším úsilím odvrátila pannu od křesťanské víry a svedla ji k necudnostem. Ale úsilí majitelky nevěstince bylo marné, světice zachovala panenskou čistotu a nedala se oblomit ani přemlouváním, ani oplzlými hovory, ani hanebnými skutky, které kolem sebe v nevěstinci viděla.
Když se tento pokus o zlomení sv. Agáty nezdařil a ona opět odmítla zřeknout se Krista, rozkázal Quintian přistoupit k mučení. Byla roztažena na skřipci, zbičována, drásána železnými hřebeny a pálena pochodněmi. Nakonec Quintian poručil, aby jí uřízli (nebo kleštěmi utrhli) obě ňadra, protože je ke kojení beztak již nebude potřebovat. Světice mu řekla: „Nelidský ukrutníče, nestydíš se řezat prsy moje? Což nepožíval jsi v dětství prsu mateřského? Či kojila tě ohyzdná hyena? Však Bůh všemohoucí vzkřísí a oslaví zohavené tělo moje."
Katané však vykonali krutý rozkaz a pak uvrhli sv. Agátu do žaláře. V noci se otevřely dveře žaláře, vstoupil velebný kmet a ve jménu Ježíše Krista zázračně vyhojil její rány; byl to apoštol Petr. Strážcové zděsili se tak, že utekli, a svatá Agáta mohla z vězení snadno uprchnout; zůstala však v žaláři, protože se nechtěla připravit o korunu mučednickou.
Quintian přičítal její uzdravení kouzlům, znovu ji sváděl k modloslužbě, ale ona vyznala, že nikdy neodstoupí od Krista. Proto Quintian nařídil položit na podlahu ostré střepiny a žhavé uhlí a obnaženou svatou pannu na těch střepinách a na žhavém uhlí válet. Náhle však vypuklo zemětřesení, mučení muselo být přerušeno a polomrtvá Agáta byla odnesena do vězení. Tam na následky mučení zemřela dne 5. února 251.
Pohan Quintian se snažil uchvátit velké bohatství sv. Agáty, a proto chtěl zahubit i její příbuzné. Než však stačil tento záměr uskutečnit, utonul, když se na koni brodil přes řeku. On utonul, jeho kůň však ne.

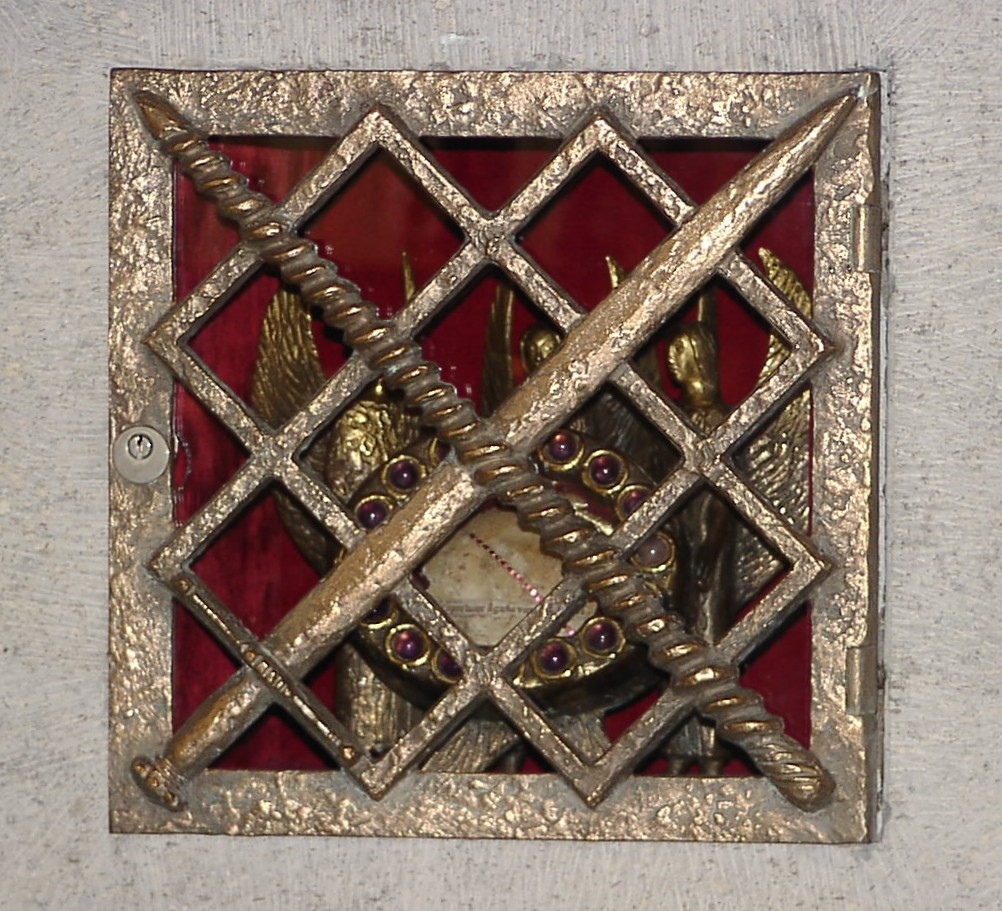
Lebka sv. Agáty

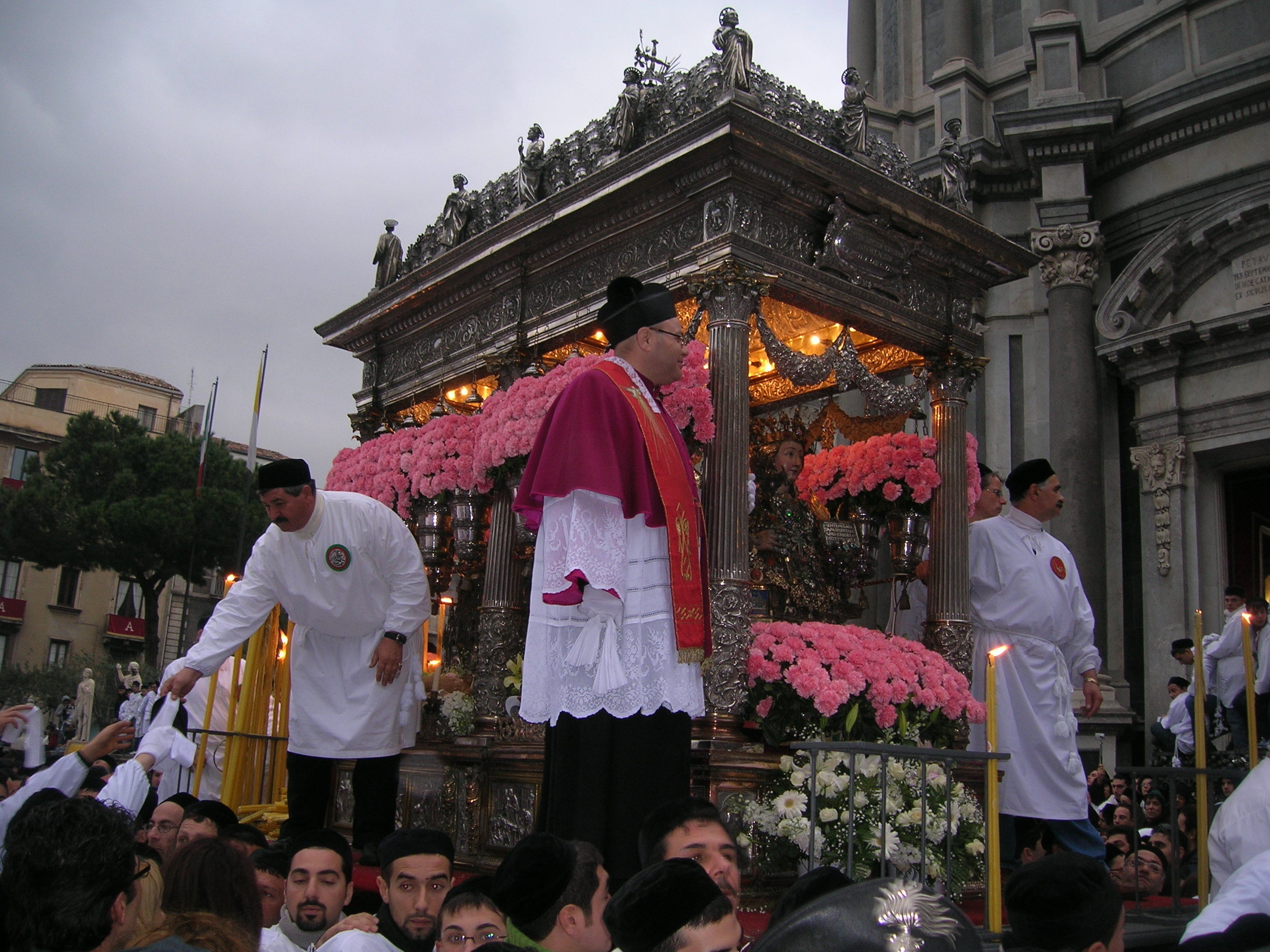
Vůz se sochou sv. Agáty při procesí (2007)

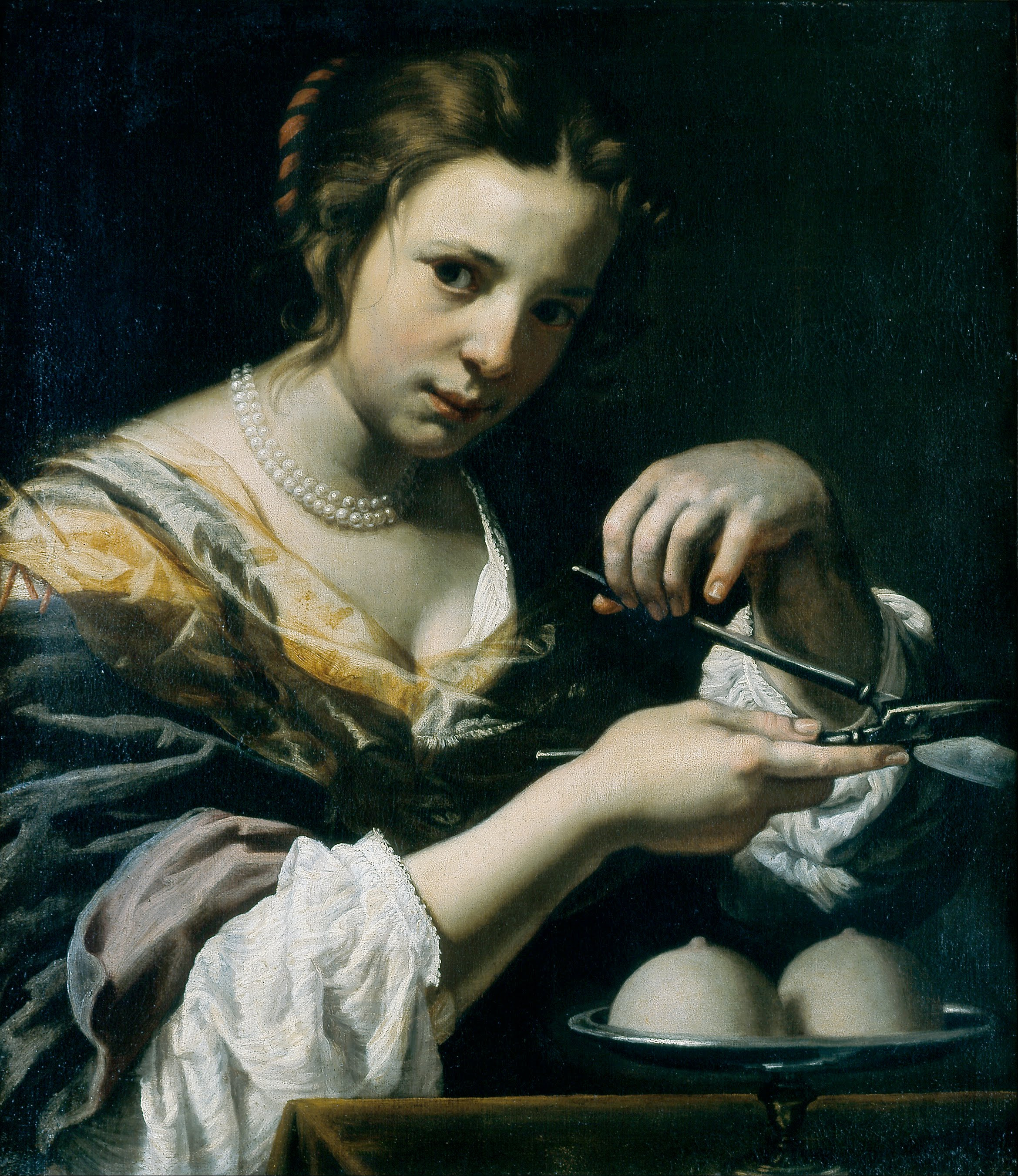
Lorenzo Lippi: Svatá Agáta

## Kult a zbožná tradice
Pohřbena je v sicilském městě Katánie v Katedrále sv. Agáty. Její lebka byla v polovině 14. století oddělena od těla a vložena do stříbrného relikviářového poprsí busty, která se dodnes uchovává v tamním biskupském chrámovém pokladu. 
Ukazuje se pouze jedenkrát ročně, 5. února,  v den jejího svátku při procesí. Průvod se sochou, vezenou na barokním voze, prochází městem sedmi místy jejího pobytu, věznění a uctívání. Jsou to kostely Santa Agata la Vetere, Santa Agata al Carcere, San Gaetano alla Grotte, Santa Agata alla Fornace (nyní San Biagio/kostel zasvěcený svatému Blažeji), rodným místem Agáty pod konventem San Plácido, dále do Diecézního muzea (na jihozápadním nároží katedrály) a nakonec katedrála. Vůz je celoročně vystaven v průjezdu staré radnice.
Agáta je uctívána jako údajná zachránkyně města Katánie před soptěním Etny a jako ochránkyně před každým požárem a zemětřesením. Hned v následujícím roce po její smrti začala Etna hrozně soptit, křesťané vzývali svatou mučednici a jejím orodováním Katánii od zkázy zachránili. Při další ničivé erupci Etny roku 1634 se v největším nebezpečí ocitla právě Katánie. Obyvatelé města vzali závoj svaté Agáty, který byl chován v hlavním chrámě nad její hrobkou, a ubírali se s ním v kajícím průvodu k sopce, kde klečíce na horké půdě s pláčem volali ke svaté panně o pomoc. Na údajnou přímluvu sv. Agáty se proud žhavé lávy zastavil těsně kolem hradu, takže město zůstalo uchráněno. Archeologický průzkum hradu v letech 2004-2006 odkryl v příkopu po obvodu hradu okraje tohoto ztuhlého, přes tři metry hlubokého lávového pole, které zůstává celoročné přístupné.
Nejpříznačnějším atributem svaté Agáty je pár uťatých ňader na podnosu, případně na knize nebo v kleštích, dále nástroje jejího mučení: kleště, pochodeň, pánev se žhavým uhlím nebo hořící hranice. Někdy drží v ruce planoucí svíci, bývá zobrazována i s jednorožcem, což je symbol panenství. Bochník chleba, který občas světice drží v ruce, ji označuje jako ochránkyni před hladem po zhoubných požárech. Patronkou zvonařů je pravděpodobně pro podobnost tvaru zvonů s Agátinými uťatými prsy.
Víra v Agátu jako ochránkyni proti ohni se v průběhu staletí rozšířila i na člověka a zvířata. Agáta byla vzývána o pomoc při vedru i při horečce, ve zbožné venkovské tradici dala jméno Agátiným chlebíčkům pro dobytek, Agátiným cedulkám a Agátiným svíčkám; to vše se světilo v den sv. Agáty.
Agátiny cedulky a Agátiny svíčky chránily před požárem. Malé posvěcené Agátiny chlebíčky z pšenice, ječmene a otrub bývaly dávány dobytku, dřív než byl vyhnán na pastvu, volům, když byli poprvé zapřaženi do pluhu, a kravám, dříve než se otelily. Drobty tohoto posvěceného chleba lidé též sypali do koutů dvora na ochranu před ohněm.
Svátek sv. Agáty se slaví 5. února, a to jak v římskokatolické církvi, tak i v církvích východních, pravoslavných. Pokud tyto církve užívají ještě juliánského kalendáře, pak 5. 2. dle juliánského kalendáře připadá na 18. 2. dle gregoriánského kalendáře.

## Patronka

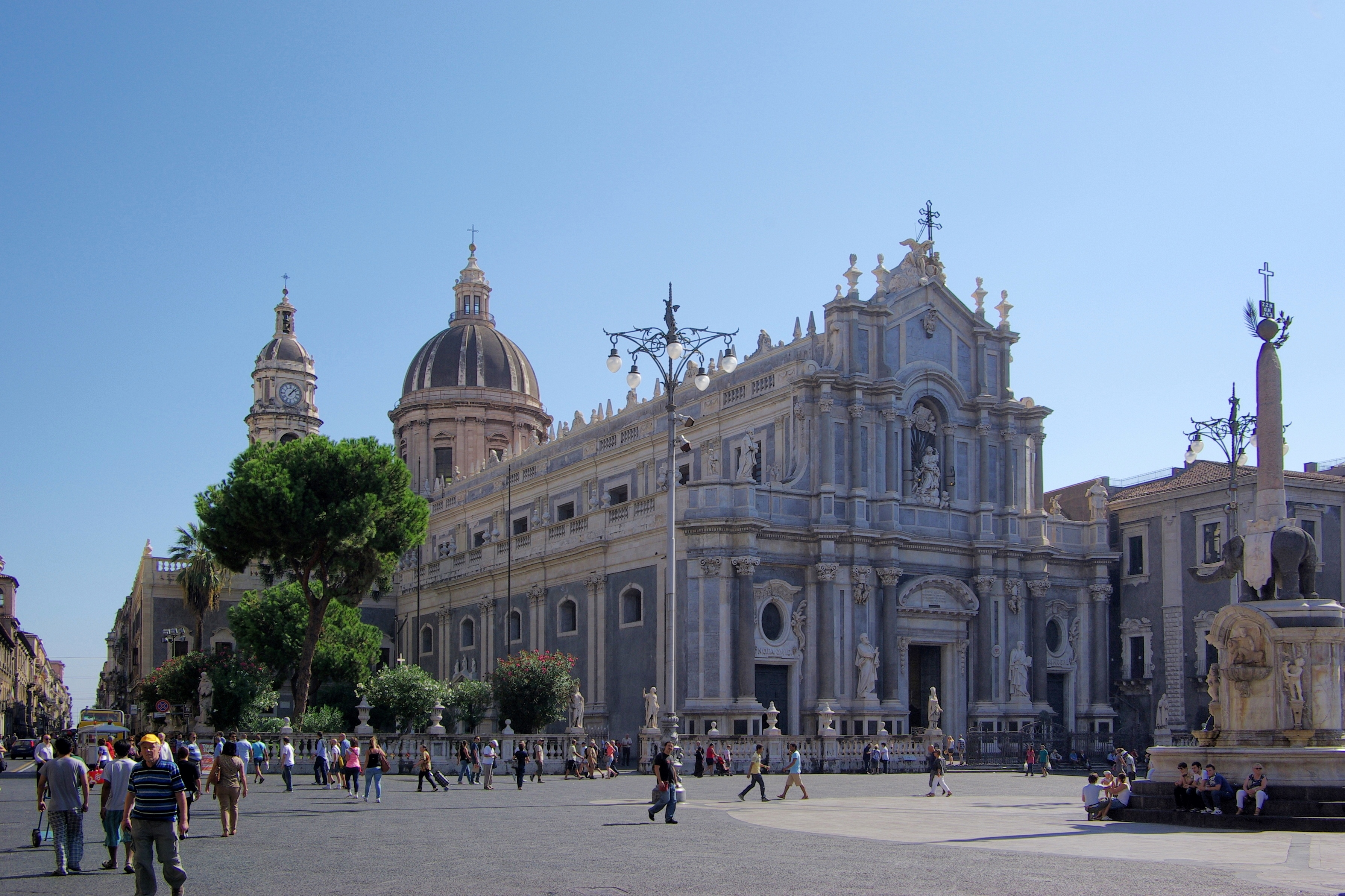
Katedrála svaté Agáty v Katánii

Uvádí se dále jako profesní patronka řemesel - tkalců, zvonařů, zlatníků, havířů, a pasaček.
Dále je svatá Agáta patronkou mnoha měst a obcí:
- v Itálii: Alì, Asciano, Besenello, Capua, Katánie, Fossalunga, Gallipoli, Marcignago, Martinengo, Ornago, Prossedi, Radicofani, Sant'Agata Bolognese, Sant'Agata di Militello, Sant'Agata Fossili, Sant'Agata sul Santerno, Santhià, Sant'Agata di Puglia, Tovo di Sant'Agata, Trescore Cremasco, Sant'Agata del Bianco
- spolupatronka San Marina
- v Belgii: Berchem-Sainte-Agathe
- ve Francii: Le Fournet, Saint-Pierre-d’Albigny, Maillane, Gundolsheim, Montchavin-Les Coches, Plaine des Palmistes nell'Isola de La Réunion, Blanzey, Sulignat, Rumilly
- na Maltě: Mdina
- v Nizozemí: Beverwijk a Leidschendam
- ve Španělsku: Sorihuela del Guadalimar, Santa Cruz de la Palma, Alsasua, Castrejón de la Peña, Pinarejo, Peñalba de San Esteban, Baracaldo e Castrejana, Villalba del Alcor, Paesi Baschi, Gorbea (Paesi Baschi), Echo, Veganzones, Jérica, Xilxes, Lagata, Benicàssim, Sencelles, Zaidìn, Catral, Torres de Berrellén, El Molar
- v Německu: Aschaffenburg, Agathaberg
- v Kanadě: Sainte Agathe des Monts
- Do českých zemí byla úcta ke sv. Agátě zavedena již ve 12. století. Její kult do katedrály sv. Víta na Pražském hradě uvedl císař Karel IV., který opatřil také relikvii z lebky světice a vložil ji do stříbrného relikviáře. Sv. Agáta měla až do husitských válek v katedrále svůj oltář.